# ترتياح
ترتياح قرية في ناحية صلنفة التابعة لمنطقة الحفّة في محافظة اللاذقية. بلغ عدد سكانها 407 نسمة حسب تعداد عام 2004.